# Führervorbehalt (1938)
Führervorbehalt bezeichnete eine Regelung, nach der Adolf Hitler alle nach dem Anschluss 1938 in Österreich beschlagnahmten Kunstwerke für seine Privatsammlung beanspruchte, insbesondere die Sammlungen Rothschild, Gutmann und Bondy. Die Regelung war eine Reaktion auf die zahlreichen Konfiszierungen der Gestapo und von Organisationen der NSDAP in den ersten Wochen nach dem Anschluss Österreichs an das sog. Dritte Reich. Die Bilder sollten vor allem dem in der „Führerstadt Linz“ geplanten „Führermuseum“ zugutekommen, mit dessen Aufbau der Leiter des Sonderauftrags Linz Hans Posse beauftragt worden war. Zettel auf der Rückseite der betreffenden Werke lassen vermuten, dass das „Privateigentum des Führers“ mindestens 751 der im Rahmen des Sonderauftrags Linz erlangten Objekte umfasste.
Der entsprechende Erlass des Reichsministers und Chefs der Reichskanzlei Hans Heinrich Lammers vom 18. Juni 1938 lautete:

„Bei der Beschlagnahme staatsfeindlichen, im Besonderen auch jüdischen Vermögens in Österreich sind u. a. auch Bilder und sonstige Kunstwerke von hohem Wert beschlagnahmt worden. Der Führer wünscht, dass diese zum großen Teil aus jüdischen Händen stammenden Kunstwerke weder zur Ausstattung von Diensträumen der Behörden oder Dienstwohnungen leitender Beamte verwendet, noch von leitenden Persönlichkeiten des Staates und der Partei erworben werden. Der Führer beabsichtigt, nach Einziehung der beschlagnahmten Vermögensgegenstände die Entscheidung über ihre Verwendung persönlich zu treffen. Er erwägt dabei, Kunstwerke in erster Linie den kleinen Städten in Österreich für ihre Sammlungen zur Verfügung zu stellen.“

Durch den „Führervorbehalt“ konnten staatliche Museen beschlagnahmte Kunstwerke preiswert oder sogar kostenlos erwerben, aber nur mit Zustimmung Hitlers oder des Beauftragten für den „Sonderauftrag Linz“, Hans Posse.
Mit Erlass des (österreichischen) Ministeriums für innere und kulturelle Angelegenheiten vom 25. August 1939 wurde der Vorbehalt inhaltlich wesentlich erweitert.
1944 wurde der Führervorbehalt auf das Altreich und die im Zweiten Weltkrieg von der deutschen Wehrmacht besetzten Gebiete ausgedehnt.